# Myllyoja (Oulu)
Myllyoja (en finnois : Myllyojan kaupunginosa) est  un  quartier du district de Myllyoja de la ville d'Oulu en Finlande.

## Description
Le quartier compte 2 372 habitants (31.12.2018).

## Galerie

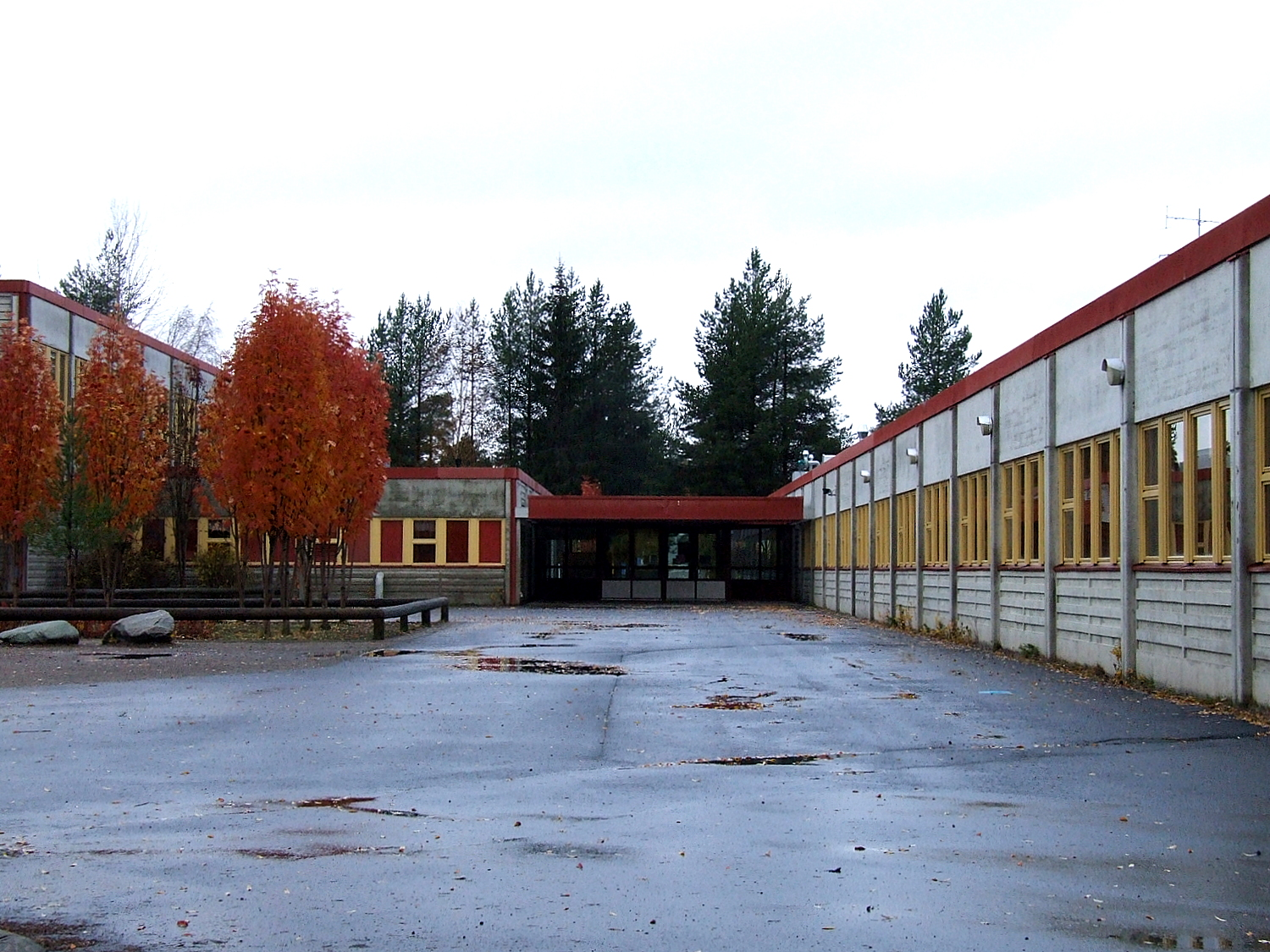
École de Myllyoja.
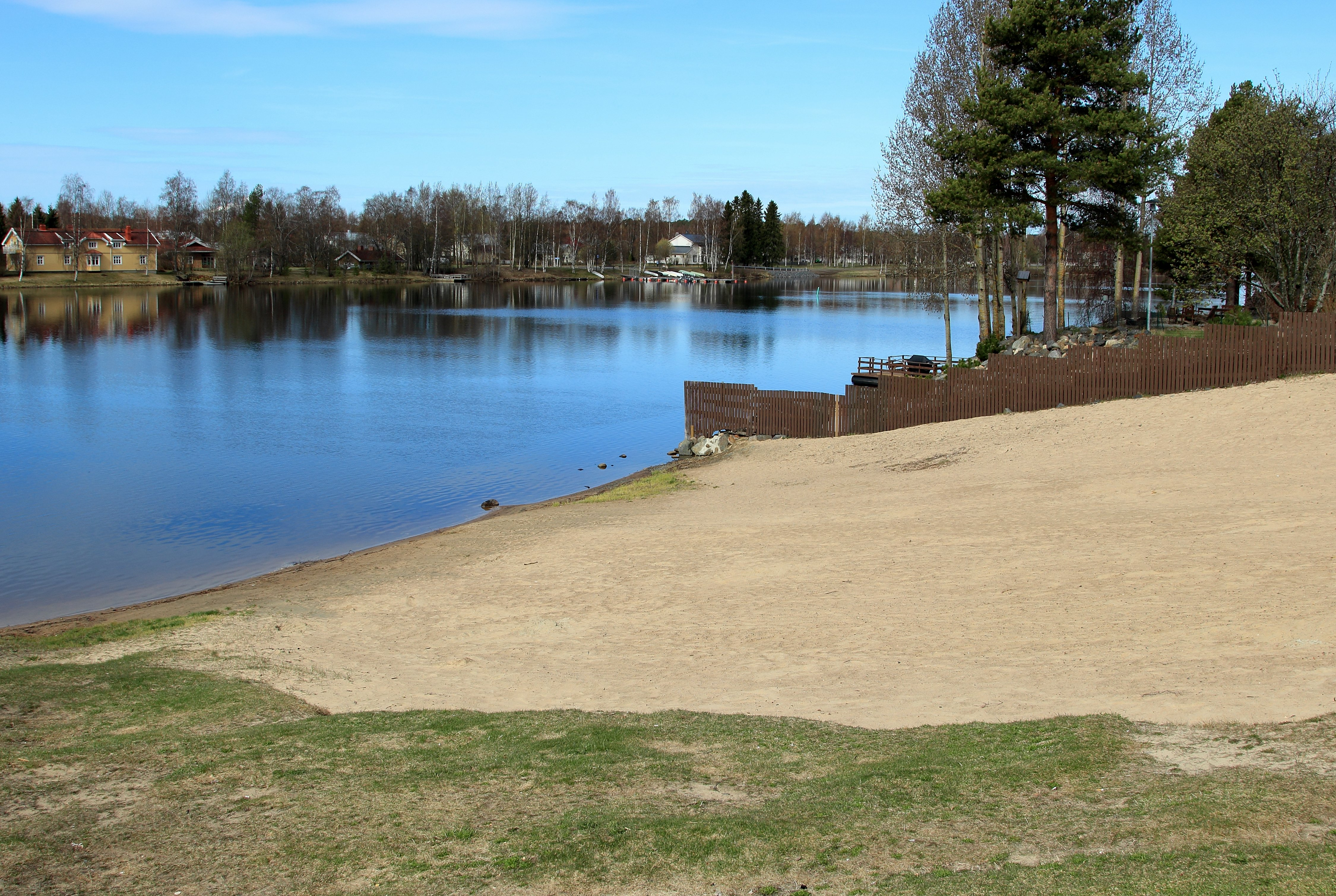
Plage de Myllyoja.
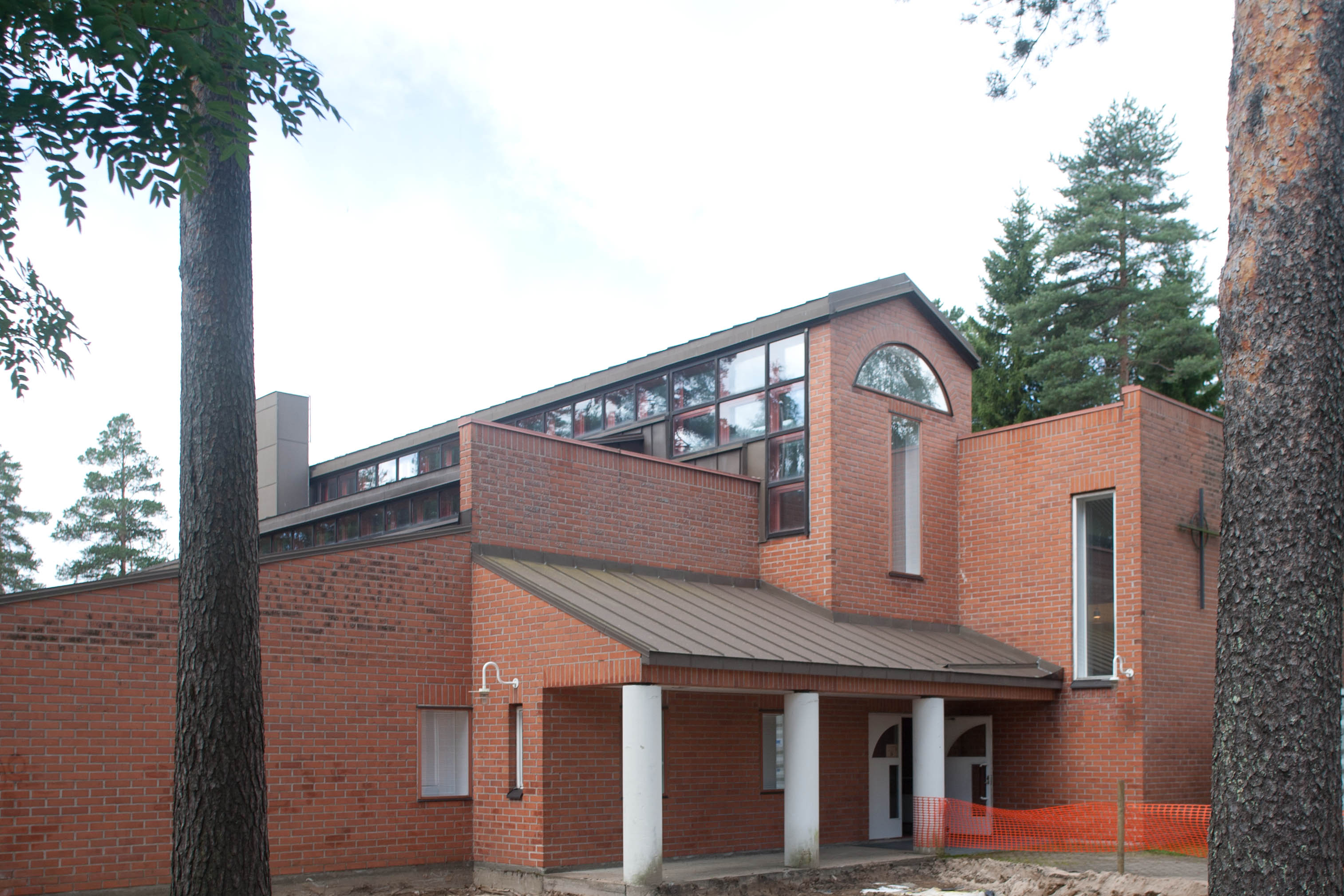
Centre paroissial de Myllyoja.